# Gitona microchaeta
Gitona microchaeta är en tvåvingeart som beskrevs av Seguy 1941. Gitona microchaeta ingår i släktet Gitona och familjen daggflugor.
Artens utbredningsområde är Marocko. Inga underarter finns listade i Catalogue of Life.